# ساتوشي واتانابي
ساتوشي واتانابي (باليابانية: 渡辺 聡) (8 يونيو 1982 في أوكاياما في اليابان – )؛ هو لاعب كرة قدم سابق كان يلعب كحارس مرمى.